# Punsch
El punsch (o punssi en finès) es refereix a un tipus específic de licor i ponx alcohòlic popular a Suècia i Finlàndia. Es descriu amb més freqüència com a punsch suec i, tot i que les variacions històriques també s’han anomenat militär punsch, arrack pun(s)ch i caloric pun(s)ch, el punsch no s’ha de confondre amb el terme punch que s'utilitza genèricament. S’elabora mitjançant la barreja de begudes destil·lades (arrack, brandi o rom) amb te d’arrak (llimona i espècies), sucre i aigua, i es va portar a Suècia per primera vegada des de Java el 1733. L’arrack és l’ingredient base en la majoria de punschs, també importats a Europa pels holandesos de la seva colònia a Batàvia (Índies Orientals Neerlandeses). El punsch sol tenir un 25% d'alcohol en volum i un 30% de sucre.
Encara que es fabrica a Suècia combinant ingredients, des de finals del segle xix es compra amb freqüència com a licor embotellat sota diverses marques. Es beu tant escalfat com fred.